# TOKYO MOON
「TOKYO MOON」（トウキョウ・ムーン）は、Chageの楽曲。自身の4作目のシングルとして、2011年9月2日のサンシティ越谷市民ホール 小ホールよりコンサート会場限定で先行販売を行い、2011年11月2日に一般販売された。発売元はユニバーサル シグマ。

## 解説
ソロ・シングルとしては「まわせ大きな地球儀」からおよそ1年ぶりとなる作品。
本作は2011年9月2日から10月30日にかけて行われたコンサートツアー『Chageの細道2011』の各会場にて限定販売が行われ、ちょうど2か月後の同年11月2日に一般発売が行われた。
2曲とも長い間アルバム未収録のままだったが、2018年に発売されたベスト・アルバム『音道』にて初めてCDアルバムに収録された。

## 収録曲
| #         | タイトル                         | 作詞      | 作曲      | 編曲      | 時間  |
| --------- | -------------------------------- | --------- | --------- | --------- | ----- |
| 1.        | 「TOKYO MOON」                   | Chage     | Chage     | 吉川忠英  | 5:23  |
| 2.        | 「遠くへ行きたい」               | 永六輔    | 中村八大  | 渡辺等    | 3:29  |
| 3.        | 「TOKYO MOON」(Instrumental)     |           | Chage     | 吉川忠英  | 5:23  |
| 4.        | 「遠くへ行きたい」(Instrumental) |           | 中村八大  | 渡辺等    | 3:29  |
| 合計時間: | 合計時間:                        | 合計時間: | 合計時間: | 合計時間: | 17:44 |

## 楽曲解説
1. TOKYO MOON
本曲は「Chageの茶会」にて先行で披露されており、ファンの間からリリースを熱望する声が多数上がったことから音源化が決まったという。
歌詞には“遠回りしても未来は来るよ”と、この時代に心にわき起こる想いや願いが込められている。
後にアルバム『飾りのない歌』でセルフカバー。
2. 遠くへ行きたい
ジェリー藤尾のカバー。
日本テレビ系『遠くへ行きたい』テーマソング。
3. TOKYO MOON (Intrumental)
4. 遠くへ行きたい (Instrumental)

## 収録アルバム
- 音道 (#1, #2)
- 飾りのない歌 (#1, セルフカバー)